# Raie manta océanique
Mobula birostris, Manta birostris · Raie manta, Raie manta géante, Diable de mer
Espèce
Synonymes
- Manta hamiltoni Hamilton & Newman, 1849)
- Raja birostris Donndorff, 1798

Statut de conservation UICN

ENA2abd+3bd+4abd : En danger
Statut CITES
La raie manta océanique (ou simplement raie manta), diable de mer ou raie manta géante (Mobula birostris, anciennement Manta birostris) est une espèce de poissons de la famille des Myliobatidae. C'est la plus grande des raies, elle peut atteindre de sept à neuf mètres d'envergure et deux tonnes ; mais elle est généralement un peu plus petite, avec une envergure moyenne entre trois et six mètres.

## Description
Il s'agit d'un poisson cartilagineux rajiforme dont le corps possède deux grandes « ailes », mesurant au maximum 9 mètres pour environ deux tonnes, avec une queue courte, ainsi qu'une tête relativement plate munie de chaque côté de la bouche d'extensions des nageoires pectorales appelée nageoire céphalique, concourant à l'évocation d'un animal cornu dans l'imaginaire collectif, d'où son nom vernaculaire de « diable de mer ». Ces nageoires céphaliques lorsqu'elles sont déroulées, facilitent la canalisation du flux d'eau vers la bouche pour l'alimentation. En nage, elles sont enroulées sur leur axe afin de gagner en hydrodynamisme. Dans les eaux peu profondes, il lui arrive de sauter hors de l'eau ou d'en frapper la surface avec ses pectoraux. 
Les yeux et les spiracles sont sur le côté de la large tête de l'animal.
L'animal possède, sur la face ventrale, cinq paires de fentes branchiales. La mâchoire supérieure est édentée mais l'inférieure possède plusieurs dents dont la fonction exacte est inconnue. Il pourrait s'agir de parties vestigiales.
La raie manta a une coloration sombre sur sa face dorsale allant du noir au brun en passant par le bleu métal. La présence de taches claires sur les pointes des ailes ainsi que sur la zone juste en arrière de la partie supérieure de la bouche formant plus ou moins deux taches symétriques scindées dans l'axe du corps par un trait plus ou moins large dont la teinte est identique à celle de sa face dorsale. La zone ventrale de l'animal est généralement blanche et marquée de taches variables sombres localisées dans la partie inférieure de l'abdomen. Ces dernières taches contribuent à leur identification.

Raies manta (Mobula birostris)
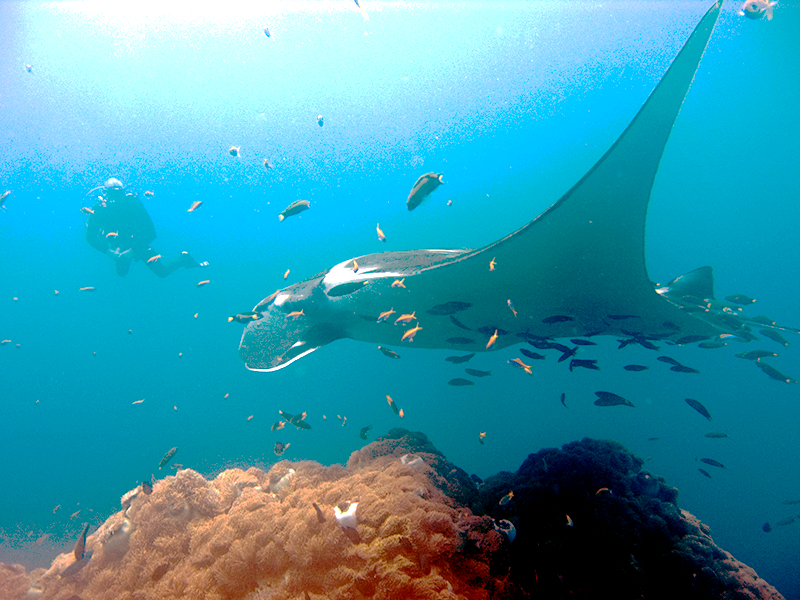
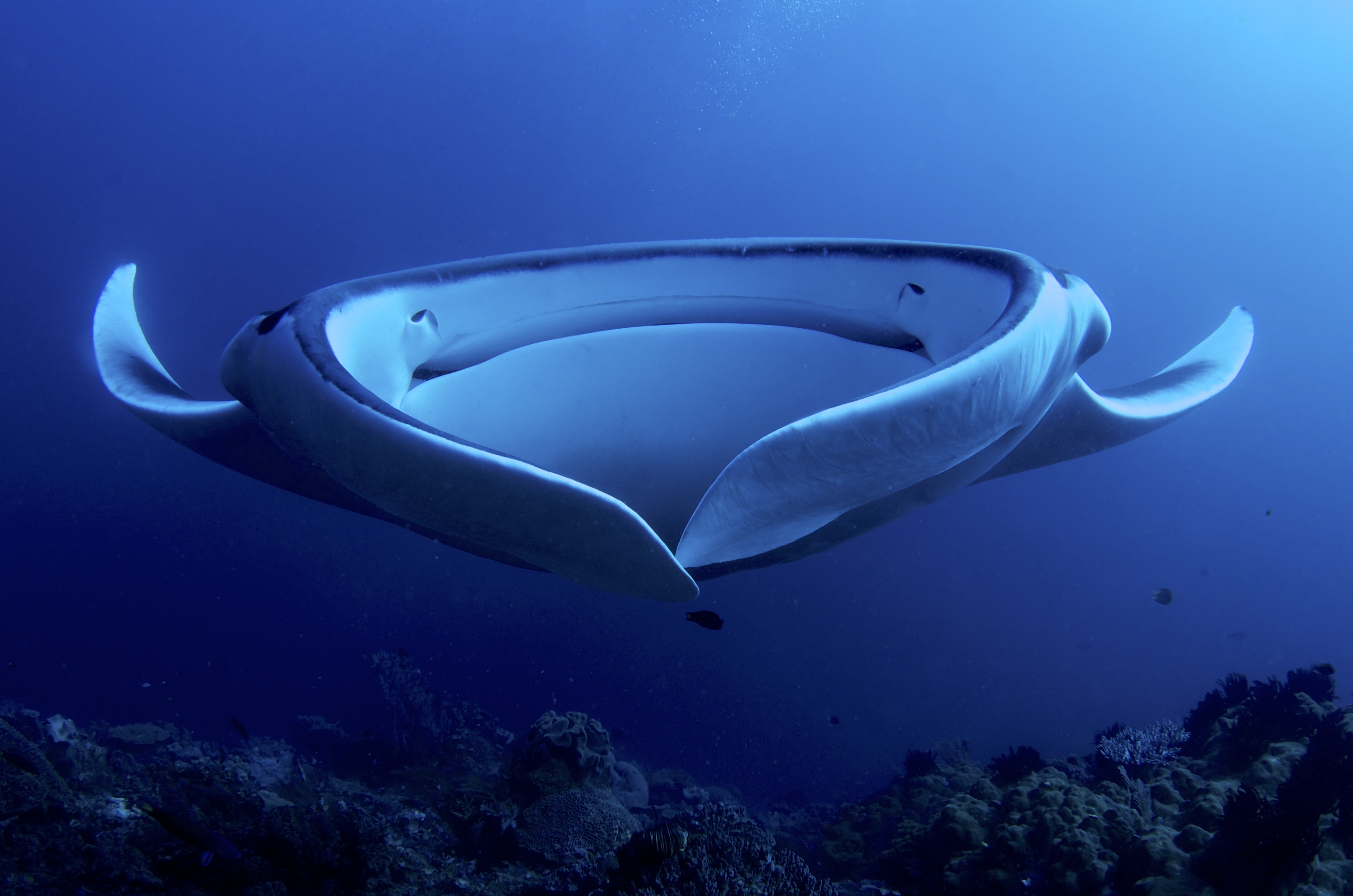
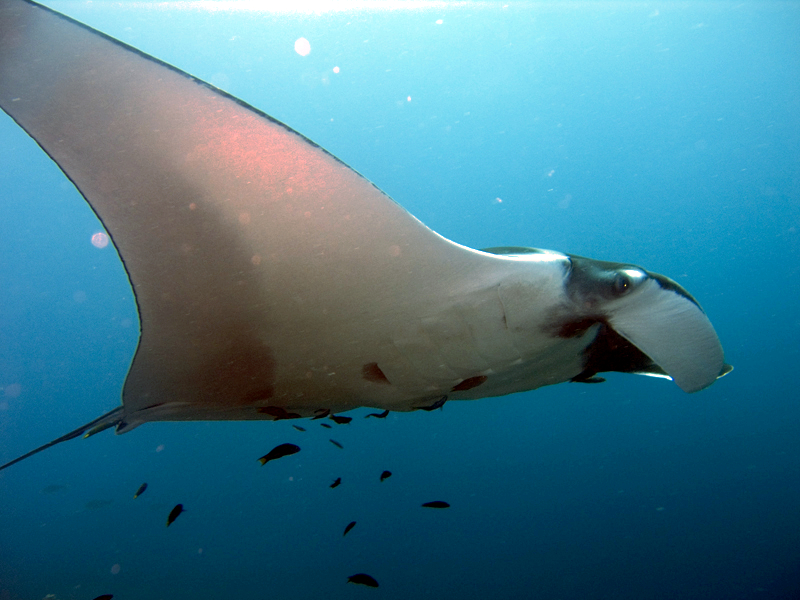
Ko Daeeng, Parc national de Ko Lanta, Thaïlande

C'est un poisson généralement solitaire mais on peut parfois l'observer en groupe pouvant compter plus d'une vingtaine d'individus.

### Distinctions physiques entre la raie manta de récif et la raie manta océanique
Un premier critère pourrait être la taille car la raie manta océanique est plus grande que la raie manta de récif, soit 4 à 5 mètres contre 3 à 3,5 mètres. Toutefois, si les individus sont jeunes, leur taille peut porter aisément à confusion.
La coloration est un moyen rapide et efficace pour les distinguer. La raie manta de récif a la face dorsale sombre avec en général deux zones plus claires sur le dessus de la tête, sorte de dégradé nuancé entre le sombre dominant de son dos et une teinte claire blanchâtre à grisâtre, dont la séparation longitudinale forme une sorte de « Y » sombre. Alors que chez la raie manta océanique, la face dorsale est bien sombre et les deux taches blanches sont bien marquées sans effet de dégradé. L'axe de séparation entre ces deux taches blanches forme quant à lui un « T ». En outre, l'extrémité des nageoires pectorales est aussi blanche.
Le ventre de la raie manta de récif est blanc et parsemé d'un nombre variable de taches sombres qui peuvent être plus ou moins nombreuses. Celui des raies manta océaniques est généralement blanc avec très peu de taches sauf dans la zone proche des nageoires pelviennes, soit en arrière de cette face ventrale. En outre, la bordure des nageoires pectorales côté ventral, la bouche et le bord des fentes branchiales sont aussi noirs chez la manta océanique.
Autre distinction physique entre les deux espèces est la présence d'une boursoufflure juste après la nageoire dorsale soit à la base de la queue de la raie manta océanique.

## Distribution et habitat
La raie manta océanique possède une distribution « circumtropicale », c'est-à-dire qu'elle est présente dans les eaux tropicales, subtropicales et même tempérées du globe soit principalement dans l'océan Pacifique oriental (ex: Équateur (Isla de la Plata), Mexique (Archipel des Revillagigedo...) et le bassin Indo-Pacifique (ex: Maldives, Thaïlande (Îles Similan), Indonésie (Raja Ampat)...).
Les raies manta océaniques sont des poissons pélagiques actifs qui migrent en fonction du zooplancton mais elles sont toujours en association avec des îles océaniques très au large des côtes. On peut l'observer jusqu'à 40 m de profondeur.

## Biologie
La raie manta océanique a un mode de vie pélagique et se nourrit en filtrant l'eau de mer afin de capturer son alimentation favorite que représente le zooplancton. Elle se nourrit aussi de petits poissons.
L'espérance de vie d'une raie manta est estimée en considérant les observations et connaissances scientifiques du moment à au moins 50 ans voire plus.
La raie manta océanique, tout comme la raie manta de récif, est ovovivipare. Après accouplement, la femelle libère un œuf qui éclora dans son utérus. Le « petit » demeurera lové dans l'utérus de sa mère jusqu'à ce qu'il soit totalement développé et prêt à affronter son existence marine. Durant cette période de gestation qui dure environ un an, le « petit » se nourrit d'abord à partir de ses réserves vitellines puis via des structures spécialisées d'une sorte de lait utérin délivré par l'organisme de sa mère, nommé hisotrophe,. À la naissance, le petit mesure entre 1,30 mètre et 1,50 mètre et il doublera sa taille dans sa première année d'existence,. Dans la nature la fréquence de reproduction de la raie manta est estimé à une naissance tous les 5 ans et la maturité sexuelle n'est atteinte qu'entre 15 à 20 ans d’existence . 

### Prédation naturelle
De par sa grande taille et sa vélocité en cas de danger (24 km/h en vitesse de fuite), la raie manta de récif connaît très peu de prédateurs naturels capables de lui être fatals. Seuls de grands requins, comme le requin tigre (Galeocerdo cuvier), le grand requin marteau (Sphyrna mokarran) ou le requin bouledogue (Carcharhinus leucas), ainsi que les fausses orques (Pseudorca crassidens) et les orques (Orcinus orca) peuvent prétendre à tenter de lui croquer un bout d'aile avant qu'elle ne disparaisse.

### Pression anthropique
Les raies manta de récif (Mobula alfredi) à l'instar des raies manta océaniques (Mobula birostris) sont considérées comme en danger par l’I.U.C.N. car leur population décroît de manière drastique depuis une vingtaine d’années en raison d'une surpêche.
Quel que soit le type de pêche (artisanale, ciblée ou prise malencontreuse), l’impact de cette dernière sur une population qui possède un taux de fécondité faible, une maturité sexuelle tardive ainsi qu’une gestation longue ne peut être que gravement nuisible pour ces espèces qui ne peuvent compenser les pertes que sur plusieurs décennies.
Ces dernières années, la pêche aux raies manta est notablement stimulée par la flambée du cours de leurs branchies sur le marché de la médecine traditionnelle chinoise. De pseudo-vertus médicinales leur sont conférées, sans aucun fondement scientifique avéré, ainsi qu’une habile stratégie marketing générant une importante demande.
Entre 1970 et 2020, le nombre de raies victimes de la pêche a triplé.

### Évocation cinématographique
Le cinéaste thaïlandais Phuttiphong Aroonpheng a donné à un de ses films le nom énigmatique et surprenant de Manta Ray (Raie manta) : il explique que c'est une créature nageant dans toutes les eaux et partout qu'il a eu souvent l'occasion d'admirer en faisant de la plongée et que cet animal n'a pas la notion de frontières.

### Évocation musicale
Le groupe Pixies a consacré à l'animal deux chansons ésotériques fidèles à l'inspiration surréaliste du groupe : Manta Ray et Dancing the Manta Ray (incluses dans l'album Complete B Sides).